# Weltausstellung der Photographie Luzern

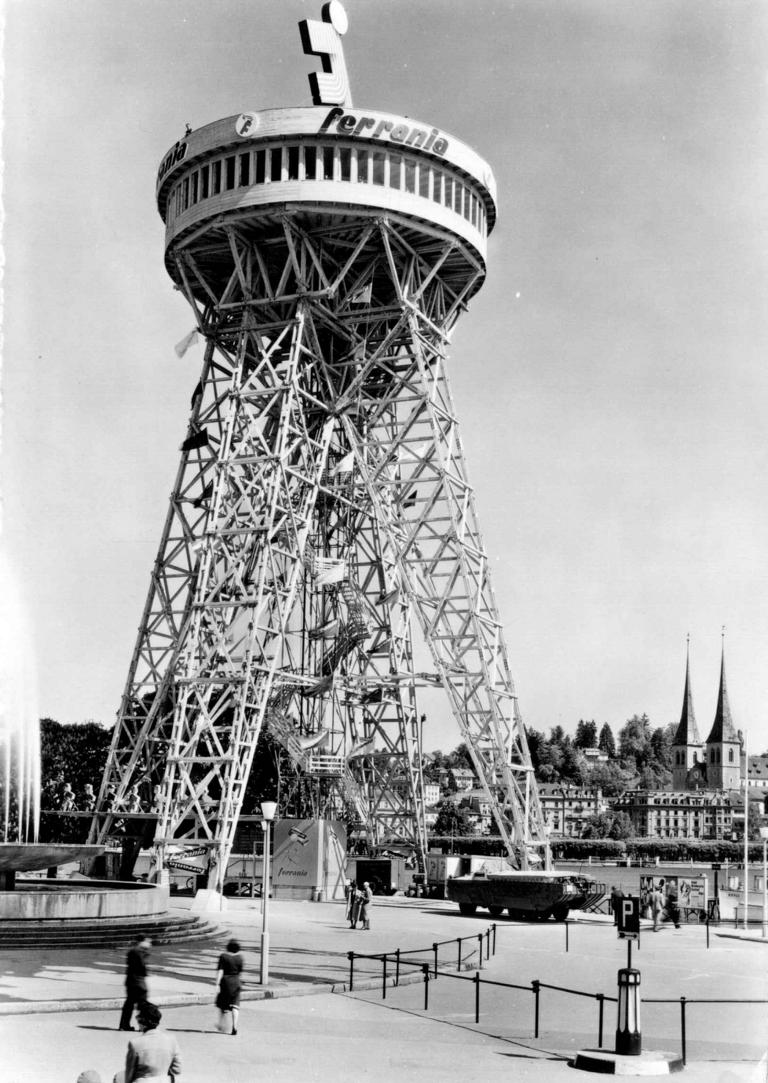
Fototurm an der Weltausstellung der Photographie Luzern 1952

Mit der Weltausstellung der Photographie Luzern wurde 1952 in Luzern unter der Initiative der C.J. Bucher Verlag AG, der Herausgeberin der Foto-Zeitschrift Camera, so etwas wie der Vorläufer der Weltausstellung der Photographie der 1960er und 1970er Jahre realisiert. Die Ausstellung fand vom 15. Mai bis zum 31. Juli 1952 statt. Das Patronat hatte die UNESCO, der Bundesrat der Schweizerischen Eidgenossenschaft sowie der Regierungsrat des Kantons und der Stadt Luzern. Hauptsekretär und Mitinitiant der Ausstellung war der Luzerner Journalist und Fotograf Max A. Wyss. Ebenfalls im Organisationskomitees war der Industrie- und Architekturfotograf Otto Pfeifer.
Die Ausstellung wollte der breiten Öffentlichkeit einen Überblick auf die Fotografie bieten. Die Themen der Ausstellung waren daher weit gestreut und reichten von der Fotografie in der Forschung, über die Amateurfotografie bis hin zu Mode- und Kunstfotografie. Auch erste Aufnahmen aus dem Weltraum waren zu sehen. Es war die erste vergleichbare Fotografieausstellung in Europa.
Es waren viele der damals relevanten Fotografen, von Brassaï über Robert Doisneau, Richard Avedon, Herbert Matter zu Robert Frank vertreten. Wahrzeichen der Ausstellung war ein grosser Fototurm, welcher allerdings auch zu einem enormen Defizit der Veranstaltung geführt hat. Der Schweizer Ingenieur Gianni Andreoli hatte für den Fototurm der Weltausstellung einen riesigen, drehbaren Projektor gebaut, der als Vorstufe für den 1956 präsentierten Spitlight gilt, den damals grössten Projektor der Welt.

## Weiterführende Informationen
- Stiftung Fotodokumentation Kanton Luzern Artikel und Bilder über die Weltausstellung
- Stadtarchiv Luzern (Sign. B3.3/A29)
- Die Filmwochenschau "Ein Plakat entsteht (0517-4)", 21. März 1952 Filmwochenschau auf Memobase.ch
- Die Filmwochenschau "Ein Plakat entsteht (0525-2)", 16. Mai 1952 Filmwochenschau auf Memobase.ch
- Die Filmwochenschau "Ein Plakat entsteht (0534-3)", 18. Juli 1952 Filmwochenschau auf Memobase.ch